# Hébé (Canova)
Pour les articles homonymes, voir Hébé.
Hébé est le nom donné à une série de sculptures réalisées par Antonio Canova de 1796 à 1817.

## Histoire
Il existe quatre versions de la statue, toutes signées par Canova, en plus du modèle original en plâtre. Le premier a été exécuté en 1796 et envoyé à Venise juste avant la fin de l'année 1799; il fut ensuite cédé au collectionneur vénitien Giuseppe Vivante Albrizzi, qui le revendit en 1830 au roi de Prusse Frédéric-Guillaume III. Ce premier exemplaire se trouve aujourd'hui à l'Alte Nationalgalerie de Berlin.
La seconde version, quant à elle, a été sculptée à la demande de Joséphine de Beauharnais, première épouse de Napoléon; exposée au Salon de Paris en 1808, l'œuvre est devenue une part des collections impériales russes en 1815 et est aujourd'hui exposée au Musée de l'Ermitage à Saint-Pétersbourg.
Canova a exécuté deux autres versions de la Hébé : l'une a été sculptée en 1814 et destinée à Lord Cawdor (aujourd'hui, elle se trouve à Chatsworth, au Royaume-Uni), tandis que l'autre a été exécutée en 1817 à la demande de la comtesse Veronica Zauli Naldi Guarini, qui avait l'intention de rendre sa maison plus luxueuse à Forlì (aujourd'hui l'œuvre est exposée dans la galerie d'art civique située dans les musées de San Domenico dans la ville de Forlì). Dans ces deux dernières versions, Hébé n'est plus soutenue par un nuage, mais s'appuie plutôt sur un tronc d'arbre, à la suite des premières critiques subies par le sculpteur. Le modèle en plâtre, donné par Canova à son disciple Pompeo Marchesi, est maintenant exposé à la Galerie d'art moderne de Milan.

## Description
L'œuvre représente la déesse Hébé, fille de Zeus et d'Héra et servante des Dieux de l'Olympe. Elle est représentée marchant d'un pas léger, presque comme une danseuse, plongée dans une attitude respectueuse et silencieuse. Suspendue à un nuage, la déesse présente une coiffure raffinée réunie en diadème; son buste est nu, tandis que la partie inférieure du corps est enveloppée d'un drapé qui, avec ses plis denses et complexes, sublime son corps souple.
Reprenant la composition de diverses statues hellénistiques, Canova a décidé de faire tenir à la jeune déesse une amphore et une coupe en bronze, matériau qui est également celui du ruban de cheveux: après l'achèvement des œuvres, beaucoup ont critiqué cette présence audacieuse du bronze, le jugeant un affront à l'idée de pureté, associée à l'utilisation du marbre seul.

## Numismatique

Saint-Marin, Pièce de 2 euros commémorative (2022).

Afin de célébrer le 200e anniversaire de la mort de Canova, Saint-Marin frappe une monnaie commémorative de 2 euros représentant la statue du Musée civique de San Domenico à Forli.